# ケプラー868b
ケプラー868b（英語: Kepler-868b）は、地球から約4100光年離れた位置にある恒星ケプラー868を公転している太陽系外惑星である。2016年にケプラー宇宙望遠鏡の観測によって発見された。地球の2.05倍の半径を持ち、恒星の周りを約5日で公転しているとされている。
| 海王星 | ケプラー868b |
| ------ | ------------ |
| 海王星 | Exoplanet    |